# Laura Asadauskaitė
Laura Asadauskaitė (Vilnius, 29 febbraio 1984) è una pentatleta lituana, vincitrice di una medaglia d'oro ai Giochi olimpici di Londra 2012.
È coniugata con Andrejus Zadneprovskis, a sua volta pentatleta di alto livello.

## Palmarès
- Giochi olimpici:

Londra 2012: oro nell'individuale.
Tokyo 2020: argento nell'individuale.
- Mondiali:

Berlino 2007: bronzo nell'individuale.
Londra 2009: argento nell'individuale.
Mosca 2011: bronzo nell'individuale e nella staffetta mista.
Kaohsiung 2013: oro nell'individuale.
Varsavia 2014: oro nella staffetta mista.
- Giochi europei

Cracovia e Piccola Polonia 2023: argento nella staffetta.
- Europei:

Mosca 2008: oro nella gara a squadre e nella staffetta, argento nell'individuale.
Sofia 2012: oro nell'individuale, argento nella staffetta mista.
Drzonów 2013: bronzo nella staffetta mista.
Székesfehérvár 2014: oro nella staffetta mista.
Bath 2015: oro nell'individuale.
Sofia 2016: oro individuale e a squadre.
Bath 2019: oro individuale, bronzo a squadre.